# Rafael Gay de Montellá
Rafael Gay de Montellá (Vich, 1882 - Barcelona, 1969) fue un abogado y jurista español, especializado en Derecho mercantil. 

## Biografía
Fue miembro de las juventudes de la Lliga Catalana y de la Academia de Jurisprudencia y Legislación de Cataluña y ocupó diversos cargos en la junta del Colegio de Abogados de Barcelona. Escribió artículos en la Revista Jurídica de Cataluña sobre régimen de aguas, seguros marítimos, legislación bancaria, sociedades anónimas y de responsabilidad limitada, y legislación aeronáutica. Es familiar del actual presidente de la patronal catalana, Joaquin Gay de Montellá Ferrer-Vidal.

## Obras
De entre su extensa bibliografía se puede destacar la siguiente: 
- Prontuario de la jurisprudencia mercantil (1924)
- La vida financera de les societats mercantils (1928)
- Tratado de la legislación comercial española (1930)
- Código de Comercio español comentado (1936)
- Autarquía (1940)
- Valoración hispánica del Mediterráneo (1952).
- Girona 1900 (1966), novela en catalán
- Llibre del Rosselló